# Bloomsday
El Bloomsday es un evento anual que se celebra en honor de Leopold Bloom, personaje principal de la novela Ulises de James Joyce. Se celebra todos los años el día 16 de junio desde 1954.
El 16 de junio de 1904 fue el día en el que Joyce tuvo su primer encuentro con Nora Bernacle, quien sería posteriormente su esposa. Este día los celebrantes procuran comer y cenar lo mismo que los protagonistas de la obra, o realizar distintos actos que tengan su paralelismo en la novela. Especialmente se realizan encuentros en Dublín para seguir el itinerario exacto de la acción.
En otros lugares se realizan de manera análoga homenajes literarios similares, como el Día de la toalla, celebrado en diferentes lugares en honor a La guía del autoestopista galáctico de Douglas Adams; La noche de Max Estrella, que en Madrid se realiza en honor a Valle-Inclán, reproduciendo el recorrido de los personajes de Luces de bohemia; las calles de Orense con placas por donde corren sus aventuras los personajes de A esmorga de Eduardo Blanco Amor o la Ruta Fernando Quiñones por las calles de Cádiz.